# Congrès international de physique mathématique
Pour les articles homonymes, voir ICMP.
Le Congrès international de physique mathématique (en anglais : International Congress on Mathematical Physics ou ICMP) est un congrès international en physique mathématique organisé tous les trois ans par l'Association internationale de physique mathématique (IAMP).

## Liste des éditions du congrès
| No     | Année | Dates                | Ville          | Pays               | Actes |
| ------ | ----- | -------------------- | -------------- | ------------------ | --- |
| Ier    | 1972  |                      | Moscou         | Union soviétique   | |
| IIe    | 1974  |                      | Varsovie       | Pologne            | |
| IIIe   | 1975  |                      | Kyoto          | Japon              | |
| IVe    | 1977  | 6 au 15 juin         | Rome           | Italie             | |
| Ve     | 1979  | 20 au 25 août        | Lausanne       | Suisse             | |
| VIe    | 1981  | 11 au 20 août        | Berlin         | Allemagne          | |
| VIIe   | 1983  | 1er au 10 août       | Boulder        | États-Unis         | |
| VIIIe  | 1986  | 16 au 25 juillet     | Marseille      | France             | |
| IXe    | 1988  | 17 au 27 juillet     | Swansea        | Royaume-Uni        | |
| Xe     | 1991  | 30 juillet au 9 août | Leipzig        | Allemagne          | |
| XIe    | 1994  | 18 au 23 juillet     | Paris          | France             | |
| XIIe   | 1997  | 13 au 19 juillet     | Brisbane       | Australie          | David De Wit (dir.), Anthony J. Bracken (dir.), Mark D. Gould (dir.) et Paul A. Pearce (dir.), XIIth International Congress of Mathematical Physics: ICMP '97 (ISBN 978-1-57146-055-4 et 1-57146-055-1)            |
| XIIIe  | 2000  | 17 au 22 juillet     | Londres        | Royaume-Uni        | |
| XIVe   | 2003  | 28 juillet au 2 août | Lisbonne       | Portugal           | Jean-Claude Zambrini (dir.), XIVth International Congress on Mathematical Physics, 2005, 692 p. (ISBN 978-981-256-201-2 et 981-256-201-X, lire en ligne)                                                           |
| XVe    | 2006  | 6 au 11 août         | Rio de Janeiro | Brésil             | Vladas Sidoravicius (en) (dir.), New Trends in Mathematical Physics: Selected Contributions of the 15th International Congress on Mathematical Physics, 2009, 872 p. (ISBN 978-90-481-2809-9 et 978-90-481-2810-5) |
| XVIe   | 2009  | 3 au 8 août          | Prague         | République tchèque | Pavel Exner (en) (dir.), XVIth International Congress on Mathematical Physics, 2010, 690 p. (ISBN 978-981-4304-62-7, lire en ligne)                                                                                |
| XVIIe  | 2012  | 6 au 11 août         | Aalborg        | Danemark           | Arne Jensen (dir.), XVIIth International Congress on Mathematical Physics, 2013, 724 p. (ISBN 978-981-4449-23-6, 978-981-4449-25-0 et 978-981-4449-24-3, DOI 10.1142/8700)                                         |
| XVIIIe | 2015  | 3 au 8 août          | Santiago       | Chili              | |
| XIXe   | 2018  | 23 au 28 juillet     | Montréal       | Canada             | |
| XXe    | 2021  | 2 au 7 août          | Genève         | Suisse             | |

## Prix
Le prix Henri-Poincaré (créé en 1997) et le Early Career Award (créé en 2009) sont tous deux décernés lors de ce congrès.